# Okres Rychnov nad Kněžnou

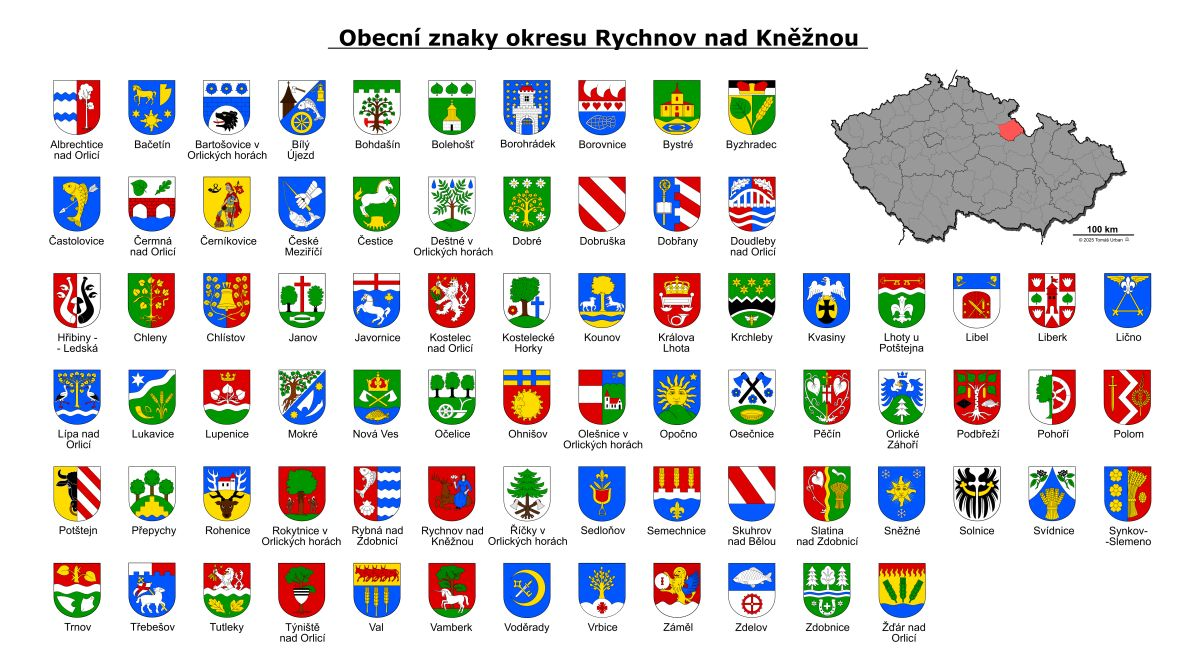
Přehled obecních znaků okresu Rychnov nad Kněžnou

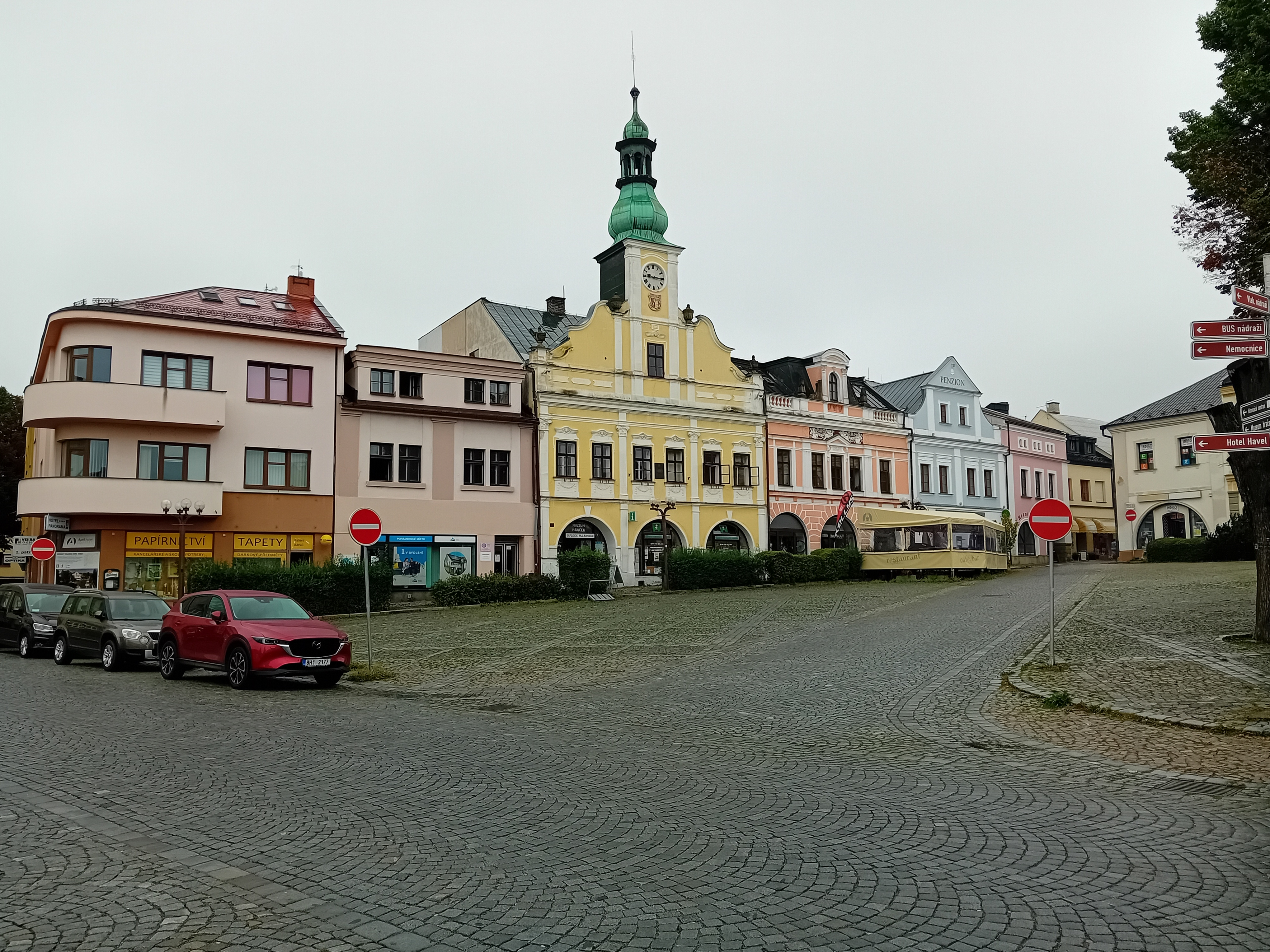
Centrum okresního města

Okres Rychnov nad Kněžnou je okresem v Královéhradeckém kraji. Jeho dřívějším sídlem bylo město Rychnov nad Kněžnou.
V rámci kraje sousedí na severozápadě s okresem Náchod a na západě s okresem Hradec Králové. Na jihozápadě pak hraničí s okresem Pardubice a na jihu s okresem Ústí nad Orlicí Pardubického kraje. Ze severovýchodu je okres vymezen státní hranicí s Polskem. 
V okrese se nachází devět měst. 
Kromě správního obvodu Rychnov nad Kněžnou, okres obsahuje ještě správní obvody Kostelec nad Orlicí a Dobruška. 
V okrese se také nachází sedm pověřených obcí: Rychnov nad Kněžnou, Kostelec nad Orlicí, Dobruška, Vamberk,Týniště nad Orlicí, Opočno a Rokytnice v Orlických Horách.
V okrese jsou dvě města bez širších funkcí: Borohrádek a Solnice.

## Struktura povrchu
K 31. prosinci 2003 měl okres celkovou plochu 997,77 km², z toho:
- 54,34 % zemědělských pozemků, které z 62,01 % tvoří orná půda (33,70 % rozlohy okresu)
- 45,66 % ostatní pozemky, z toho 81,82 % lesy (31,36 % rozlohy okresu)

## Demografické údaje

### Počet obyvatel
| rok            | 2005   | 2006   | 2007   | 2008   | 2009   | 2010   | 2011   | 2012   | 2013   | 2014   | 2015 | 2016   |
| -------------- | ------ | ------ | ------ | ------ | ------ | ------ | ------ | ------ | ------ | ------ | ---- | ------ |
| počet obyvatel | 78 529 | 78 728 | 78 900 | 79 173 | 79 289 | 79 104 | 79 020 | 79 090 | 79 016 | 78 867 |      | 78 861 |

- hustota zalidnění: 79 ob./km²
- 58,18 % obyvatel žije ve městech

### Zaměstnanost
(2003)
| Počet obyvatel se stálým zaměstnáním | 17 247    |
| Průměrný plat                        | 14 724 Kč |
| Nezaměstnaných                       | 2 680     |
| Míra nezaměstnanosti                 | 6,81 %    |

### Školství
(2003)
| Druh školy                     | Počet škol |
| ------------------------------ | ---------- |
| Mateřské školy                 | 54         |
| Základní školy                 | 52         |
| Gymnázia                       | 2          |
| Střední školy průmyslové školy | 5          |
| Střední odborná učiliště       | 3          |
| Vyšší odborné školy            | 2          |

### Zdravotnictví
(2003)
| Lékaři                          | 232 |
| Nemocnice                       | 2   |
| Specializovaná léčebná zařízení | 1   |
| Zubní lékaři                    | 39  |
| Lékárny                         | 22  |

### Zdroj
- Český statistický úřad

## Seznam středních škol
- VOŠ a SPŠ Rychnov nad Kněžnou
- Gymnázium F.M. Pelcla Rychnov nad Kněžnou
- VOŠ, SOŠ a SOU Kostelec nad Orlicí
- Obchodní akademie T. G. Masaryka Kostelec nad Orlicí
- Gymnázium Dobruška
- Střední průmyslová škola elektrotechniky a informačních technologií, Dobruška
- Podorlické vzdělávací centrum, Dobruška

## Silniční doprava
Okresem prochází silnice I. třídy I/11, I/14 a I/36.
Silnice II. třídy jsou II/285, II/298, II/304, II/305, II/308, II/309, II/310, II/311, II/316, II/317, II/318, II/319, II/320 a II/321.

## Železniční doprava
Okresem prochází železniční tratě: Častolovice–Solnice, Doudleby nad Orlicí – Rokytnice v Orlických horách, Chrudim–Borohrádek, Opočno pod Orlickými horami – Dobruška, Týniště nad Orlicí – Letohrad, Týniště nad Orlicí – Meziměstí, Velký Osek – Choceň. 

## Seznam obcí a jejich částí
Města jsou uvedena tučně, městyse kurzívou, části obcí malince.

Albrechtice nad Orlicí •
Bačetín (Sudín) •
Bartošovice v Orlických horách •
Bílý Újezd (Hroška • Masty • Roudné) •
Bohdašín (Vanovka) •
Bolehošť (Bolehošťská Lhota • Lipiny) •
Borohrádek (Šachov) •
 Borovnice (Homole • Přestavlky • Rájec) •
Bystré •
Byzhradec •
Častolovice •
Čermná nad Orlicí (Číčová • Korunka • Malá Čermná • Velká Čermná) •
Černíkovice (Domašín) •
České Meziříčí (Skršice • Tošov) •
Čestice (Častolovické Horky) •
 Deštné v Orlických horách •
Dobré (Hlinné • Chmeliště • Kamenice • Rovné • Šediviny) •
 Dobruška (Běstviny • Domašín • Chábory • Křovice • Mělčany • Pulice • Spáleniště) •
Dobřany •
Doudleby nad Orlicí (Vyhnánov) •
Hřibiny-Ledská (Hřibiny • Ledská • Paseky) •
Chleny •
Chlístov •
Jahodov •
Janov (Tis) •
Javornice (Jaroslav • Přím) •
Kostelec nad Orlicí (Koryta • Kostelecká Lhota • Kozodry) •
Kostelecké Horky •
Kounov (Hluky • Nedvězí • Rozkoš • Šediviny) •
Králova Lhota •
Krchleby •
Kvasiny •
Lhoty u Potštejna •
Libel •
Liberk (Bělá • Hláska • Prorubky • Rampuše • Uhřínov) •
Lično (Ostašovice • Radostovice) •
Lípa nad Orlicí (Dlouhá Louka) •
Lukavice •
Lupenice •
Mokré •
Nová Ves •
Očelice (Městec) •
Ohnišov (Zákraví) •
Olešnice (Hoděčín) •
Olešnice v Orlických horách •
 Opočno (Čánka • Dobříkovec) •
Orlické Záhoří •
Osečnice (Lomy • Proloh • Sekyrka) •
Pěčín •
Podbřezí (Chábory • Lhota Netřeba) •
Pohoří •
 Polom •
 Potštejn (Brná) •
Proruby •
Přepychy •
Rohenice •
Rokytnice v Orlických horách (Nebeská Rybná) •
Rybná nad Zdobnicí •
Rychnov nad Kněžnou (Dlouhá Ves • Jámy • Lipovka • Litohrady • Lokot • Panská Habrová • Roveň) •
Říčky v Orlických horách •
 Sedloňov (Polom) •
Semechnice (Kruhovka • Podchlumí) •
Skuhrov nad Bělou (Brocná • Debřece • Hraštice • Nová Ves • Rybníčky • Svinná) •
Slatina nad Zdobnicí •
 Sněžné •
Solnice (Ještětice) •
Svídnice (Suchá Rybná) •
 Synkov-Slemeno (Jedlina • Slemeno • Synkov) •
Trnov (Houdkovice • Zádolí • Záhornice) •
Třebešov •
Tutleky (Dubí) •
Týniště nad Orlicí (Křivice • Petrovice • Petrovičky • Rašovice • Štěpánovsko) •
Val (Provoz) •
Vamberk (Merklovice • Peklo) •
 Voděrady (Ježkovice • Nová Ves • Uhřínovice • Vojenice • Vyhnanice) •
Vrbice (Chlínky) •
Záměl •
Zdelov •
Zdobnice •
Žďár nad Orlicí (Chotiv • Světlá)

### Změna hranice okresu
Do 1. ledna 2007 byly v okrese Rychnov nad Kněžnou také obce:
- Jílovice – poté okres Hradec Králové
- Ledce – poté okres Hradec Králové
- Vysoký Újezd – poté okres Hradec Králové

## Seznam správních obvodů obcí s rozšířenou působností
Okres se skládá ze tří  správních obvodů obcí s rozšířenou působností, které jsou shodné se správními obvody obcí s pověřeným úřadem:
- Rychnov nad Kněžnou
- Kostelec nad Orlicí
- Dobruška

## Seznam chráněných území
- CHKO Orlické hory
- NPR Bukačka*
- NPR Trčkov*
- PR Bažiny
- PR Bedřichovka*
- PR Černý důl*
- PR Hořečky
- PR Hraniční louka*
- PR Jelení lázeň*
- PR Komáří vrch*
- PR Kostelecký zámecký park
- PR Modlivý důl
- PR Neratovské louky*
- PR Pod Vrchmezím*
- PR Pod Zakletým*
- PR Rašeliniště Kačerov*
- PR Sedloňovský vrch*
- PR Skalecký háj
- PR Trčkovská louka*
- PR U Houkvice
- PR Ve Slatinské stráni
- PR Zámělský borek
- PR Zemská brána*
- PP Broumarské slatiny
- PP Kačenčina zahrádka*
- PP Na Hadovně
- PP Rašeliniště pod Pětirozcestím*
- PP Rašeliniště pod Předním vrchem*
- PP Sfinga*
- PP U Černoblatské louky
- PP U Čtvrtečkova mlýna
- PP U Glorietu
- PP U Kunštátské kaple*
- PP Velká louka*
- PP Vodní tůň
- PřP Orlice

Hvězdičkou jsou označeny chráněná území spadající do CHKO Orlické hory

## Řeky
- Kněžná
- Bělá
- Dědina
- Divoká Orlice
- Orlice
- Tichá Orlice
- Zdobnice